# Luchthaven Ovda

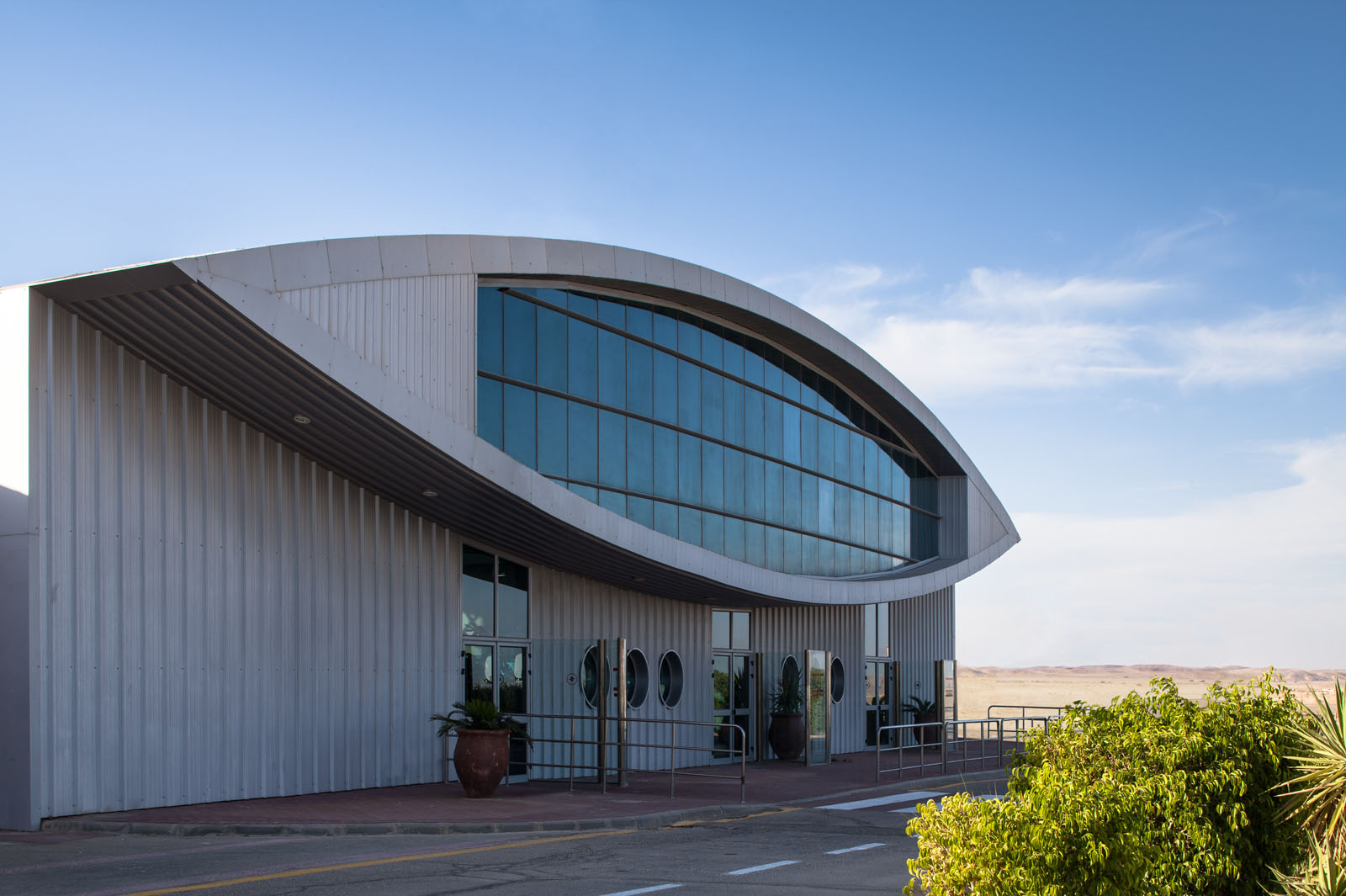
De terminal van Luchthaven Ovda

De Luchthaven Ovda (IATA: VDA, ICAO: LLOV), Engels: Ovda Airport, Hebreeuws: נְמַל הַתְּעוּפָה עוֹבְדָה - Nemal HaTe'ufa Uvda, is een Israëlisch vliegveld in de zuidelijke Negev, zo'n zestig kilometer ten noorden van de aan de gelijknamige golf gelegen havenstad Eilat. Het vliegveld beschikt over twee landings-/startbanen.
De luchthaven is zowel bedoeld voor militaire als burgerluchtvaart en is de tweede internationale luchthaven van het land (na Luchthaven Ben-Gurion). 
De op een hoogte van 445 meter gelegen luchthaven vervoerde in 2011 136.791 passagiers. Het aantal vluchten bedroeg in dat jaar 1.200.

## Geschiedenis en toekomst
Luchthaven Ovda werd in 1980 opgericht nadat Israël zich vanwege het Israëlisch-Egyptisch Vredesverdrag uit de Sinaï had teruggetrokken en de Israëlische luchtmacht ter vervanging van haar vliegvelden in de Sinaï naar nieuwe op zoek was. Heden ten dage dient de luchthaven ook voor burgervluchten naar Eilat, vooral voor die die vanwege de omvang van hun vliegtuigen niet kunnen landen op de kortere landingsbaan van Luchthaven Eilat. Het is de bedoeling dat de commerciële luchtvaart zal worden gestopt wanneer de nieuwe Luchthaven Ilan and Assaf Ramon International Airport opengaat (de Israëlische regering besloot in 2011 tot de bouw daartoe). Dit naar verwachting in het voorjaar van 2019 open gaat en achttien kilometer boven Eilat ligt. Het vliegveld zal ook de commerciële vluchten van Luchthaven Eilat overnemen.